# Andrzej Grubba
Andrzej Stanisław Grubba (uttal (fil)), född 14 maj 1958 i Brzeźnie Wielkim, död 21 juli 2005 i Sopot, var en polsk bordtennisspelare. Hans största meriter är guld i singel i World Cup, Europa Top 12 och mixed dubbel i EM.

## Karriär
Grubba var känd för att kunna byta rackethand mitt under en bollduell. Han utmärktes också av en stor uthållighet.
Han spelade sitt första VM 1977 och 1997 – 21 år senare – sitt 11:e och sista. 
Under sin karriär tog han 3 medaljer i bordtennis-VM – 3 brons.
Han spelade sitt första EM 1982 och 1996 – 15 år senare – sitt 7:e och sista. Det året avslutade han sin karriär som spelare.
Under sin karriär tog han 10 medaljer i bordtennis-EM – 1 guld, 5 silver och 4 brons.
1984 valdes Gubba till årets sportprofil i Polen. Han dog i cancer och efterlämnade fru och två barn. Vid sin död betraktades han som Polens bästa bordtennisspelare de senaste 50 åren.

## Meriter
- Bordtennis VM
  - 1979 i Pyongyang
    - kvartsfinal dubbel

  - 1981 i Novi Sad
    - kvartsfinal dubbel

  - 1983 i Tokyo
    - kvartsfinal mixed dubbel

  - 1985 i Göteborg
    - 3:e plats med det polska laget

  - 1987 i New Delhi
    - kvartsfinal singel
    - 3:e plats i dubbel med Leszek Kucharski
    - 5:e plats med det polska laget

  - 1989 i Dortmund
    - 3:e plats singel
    - kvartsfinal i dubbel

  - 1991 i Chiba
    - kvartsfinal singel
    - kvartsfinal i dubbel

- Bordtennis EM
  - 1982 i Budapest
    - kvartsfinal dubbel
    - 1:a plats mixed dubbel med Bettine Vriesekoop

  - 1984 i Moskva
    - 2:a plats singel
    - kvartsfinal dubbel
    - 3:e plats i mixed dubbel med Bettine Vriesekoop
    - 2:a plats med det polska laget

  - 1986 i Prag
    - 3:e plats singel
    - kvartsfinal dubbel

  - 1988 i Paris
    - 3:e plats i dubbel med Leszek Kucharski
    - 2:a plats i mixed dubbel med Bettine Vriesekoop

  - 1990 i Göteborg
    - 2:a plats singel

  - 1992 i Göteborg
    - 3:e plats singel
    - kvartsfinal dubbel

  - 1996 i Bratislava
    - 2:a plats dubbel med Lucjan Błaszczyk

- Europa Top 12
  - 1982 i Nantes 6:a
  - 1983 i Cleveland 6:a
  - 1984 i Bratislava 4:a
  - 1985 i Barcelona 1:a
  - 1986 i Södertälje 8:a
  - 1987 i Basel 4:a
  - 1988 i Charleroi 3:a
  - 1990 i Hannover 3:a
  - 1992 i Wien 7:a
  - 1993 i Köpenhamn 9:a
  - 1995 i Dijon 11:a

- World cup
  - 1981 i Kuala Lumpur 6:a
  - 1982 i Hongkong 14:e
  - 1985 i Foshan 2:a
  - 1986 i Port of Spain 6:a
  - 1987 i Macao 3:a
  - 1988 i Canton & Wuhan 1:a
  - 1989 i Nairobi  3:a
  - 1990 i Chiba City 5-8 plats
  - 1991 i Kuala Lumpur 5-8 plats
  - 1994 i Taipei 9-12 plats